# L'Ankou
Pour l’article homonyme, voir Ankou.
L'Ankou est la 75e histoire de la série Spirou et Fantasio de Jean-Claude Fournier. Elle est publiée pour la première fois dans Spirou du no 2000 au no 2019.

## Résumé
Ororéa invite Spirou et Fantasio à la rejoindre à un congrès de magiciens en Bretagne. En arrivant, ils rencontrent l'étrange Ankou, le valet de la Mort, qui s'insurge contre la fabrication d'un produit radioactif super-puissant à la centrale nucléaire de Berlinitz, sur sa terre, ce qui risque d'entraîner une surmortalité et donc un surcroît de travail pour lui. Puis ils sauvent Ororéa d'un enlèvement, mais les bandits s'enfuient. En arrivant à l'hôtel, ils découvrent qu'Itoh Kata se trouve parmi les magiciens invités. Les autres sont le télépathe Al Kazar, l'hypnotiseur Capuccino et le télé-kinésiste Rethros Athana. Ceux-ci mettent actuellement au point un spectacle basé sur la téléportation.
(Il est important de comprendre que les magiciens de cette bande-dessinée ont de vrais pouvoirs magiques, et ne sont pas d'habiles prestidigitateurs.)
Fantasio sert de cobaye à la première représentation mais est enlevé par les bandits. L'Ankou réapparaît et leur suggère de ne rien tenter contre eux. Les bandits exercent un chantage sur les magiciens : leur livrer un produit révolutionnaire (le Thyrinium 2000) développé à la centrale en échange de Fantasio. Kata décide de ne rien dire à ses amis et ensemble, les magiciens volent le produit. Entretemps, Fantasio s'est évadé et a prévenu la police avec Spirou et Ororéa ; ensemble ils partent à la recherche du produit toujours détenu par les magiciens. Les bandits sont arrêtés mais le produit volé par les magiciens menace d'exploser. Heureusement, Spirou retrouve les magiciens d'extrême justesse et Itoh Kata fait simplement disparaître le produit à tout jamais. L'Ankou exprime alors toute sa reconnaissance envers Spirou et ses compagnons par un vibrant "Brao paotred !".

## Personnages
- Spirou
- Fantasio
- Spip
- Ororéa
- Itoh Kata
- Al Kazar (première apparition)
- Le père Capuccino (première apparition)
- Rethros Athana (première apparition)
- L'Ankou (première apparition)

## Lieux

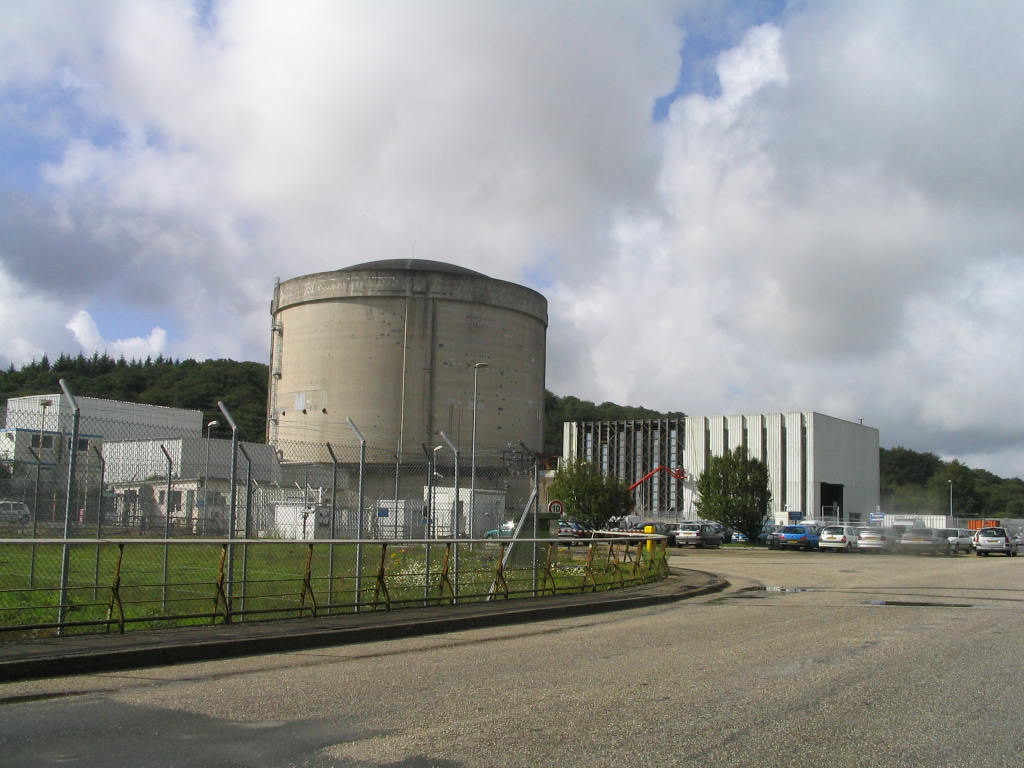
Centrale de Brennilis qui inspira à Fournier celle de Berniliz dans l'album.

Fournier donne le nom de Berniliz au village où se trouve la centrale, ce qui est bien sûr une analogie avec le village de Brennilis dans le Finistère, au cœur des Monts d'Arrée où se trouve la centrale nucléaire de Brennilis. On retrouve d'autres nombreux indices topographiques : mention du barrage de Nestavel, de la départementale 36, d'un village imaginaire nommé Guelhoat (analogie avec Huelgoat).
Le site nucléaire de Brennilis a fait l'objet d'un double attentat du FLB en 1975, soit deux ans avant la sortie de l'album. Ironie, dans la bande dessinée, les méchants font sauter le poste électrique de la centrale, en 1979 le FLB fera sauter deux pylônes électriques sur le site.

## Publication

### Revues
- Publié pour la première fois dans le journal de Spirou du no 2000 au no 2019.

### Album
- C'est la seule histoire de la série à avoir été publiée en breton, sous le titre An Ankou, coédité par Dupuis et An Here  (ISBN 2-8001-0622-0). La traduction est de Loeiz Moulleg.